# Màleme
Màleme (grec Μάλεμε) és una població i aeroport al nord-oest de l'illa de Creta, Grècia, al municipi de Plataniàs, a la Prefectura de Khanià.
Màleme va ser un dels primers punts atacats pels paracaigudistes alemanys a la batalla de Creta, el 1941, durant la Segona Guerra Mundial.
El 2 de juny de 1941 el veí poblet de Kondomari va patir la represàlia de les forces d'ocupació alemanyes amb l'afusellament d'ostatges civils.